# Saison 1929 de la NFL
Navigation
Édition précédente Édition suivante
La saison 1929 de la NFL est la 10e saison de la National Football League. Elle voit le sacre des Packers de Green Bay.
Le 3 novembre, le Steam Roller de Providence reçoit les Cardinals de Chicago au cours d'un match disputé en soirée sous la lumière de projecteurs. C'est le premier match NFL disputé dans ces conditions.
Le 28 novembre, Ernest Nevers marque 40 points (6 TD en course et quatre extra points) au cours du match Cardinals de Chicago - Bears de Chicago. 40 points en un match, c'est le plus vieux record de la NFL.